# إلوين واتكينز
إلوين واتكينز هو سياسي بريطاني، ولد في 29 أكتوبر 1963 في روتشديل في المملكة المتحدة. نشط حزبياً في الديمقراطيون الليبراليون.

## وصلات خارجية
- الموقع الرسمي